# Centrala Flygverkstaden Malmslätt

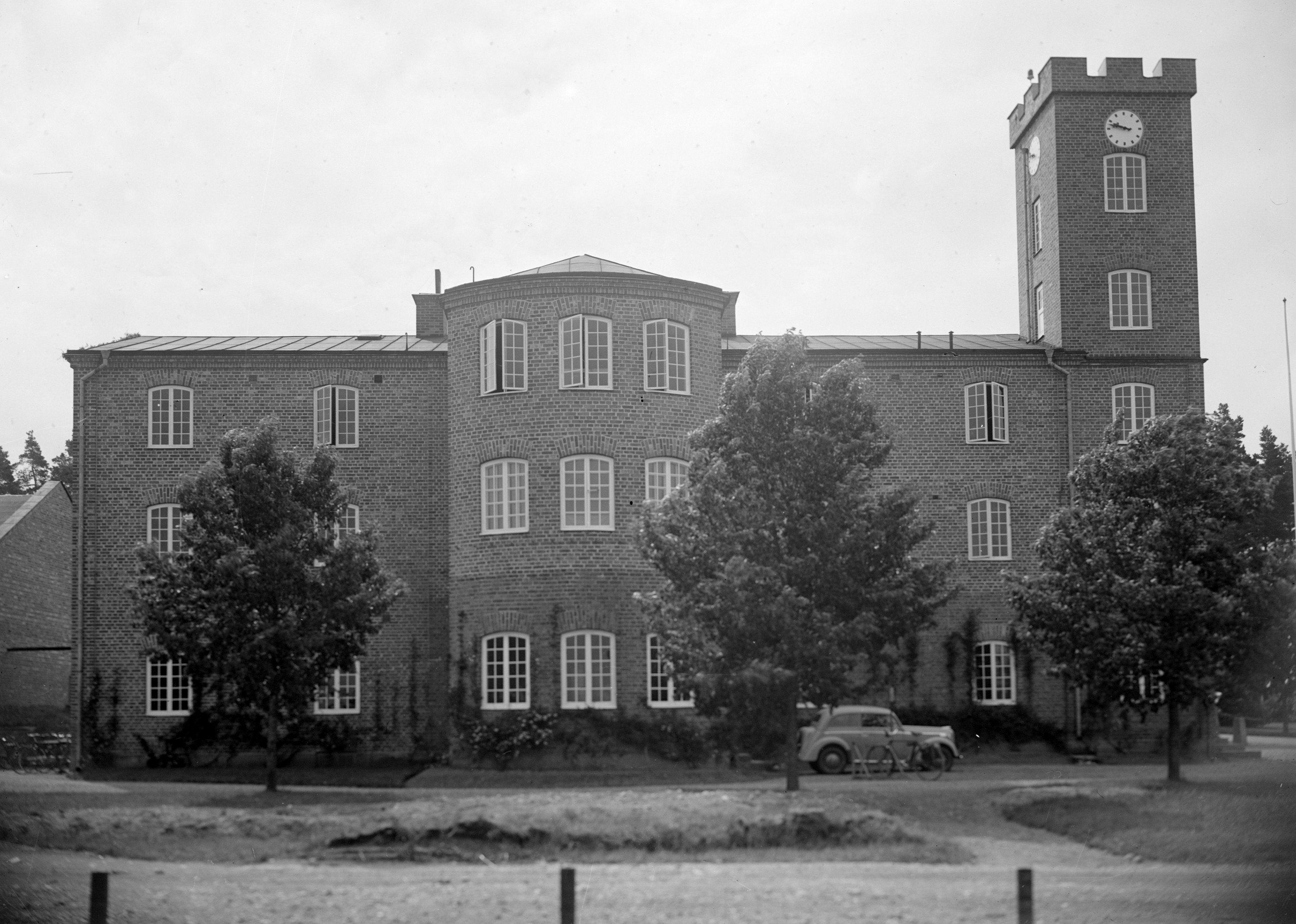
Kanslihuset på Centrala verkstäderna Malmslätt, omkring 1930

Centrala Flygverkstaden Malmslätt, (CFM) från 1936 Centrala Verkstaden Malmslätt (CVM), var en tidigare verkstad i Malmslätt för nytillverkning och reparation av flygplan i Försvarsmaktens regi.
CFM bildades 1926 genom en omorganisation av försvarets verkstäder där Flygkompaniets tygverkstäder Malmslätt kom att utgöra basen för den nybildade verkstaden. Teknikutvecklingen gick framåt under 1930-talet, nya metoder och nya material kom efterhand, till exempel ersatte svetsade stålrörskonstruktioner trätillverkade flygplanskroppar. För att klara detta byggdes en stor monteringshall, personal anställdes, och i slutet av 1930 var cirka 180 personer anställda, för nytillverkning och underhåll av försvarsmaktens flygplan.
År 1933 bildades en speciell utprovningsavdelning, som svarade för typprov av flygplan samt prov med utrustning och beväpning av alla försvarsmaktens flygplan. 1936 namnändrades utprovningsavdelningen till Försökscentralen (FC). Samma år bestämdes genom en generalorder att akronymen CVM ska stå för Centrala Flygverkstaden i Malmslätt.
År 1968 överfördes Centrala Flygverkstaden i Malmslätt till det nybildade Försvarets Fabriksverk (FFV), för att 1973 gå samman med Centrala Flygverkstaden i Arboga (CVA) och bilda FFV-Underhåll.

## Flygplan tillverkade av CVM
- FVM/CVM Tummeliten (extraserie)
- Albatros 120
- Fokker C.V i Flygvapnet S 6 och J 3
- Hawker Hart i Flygvapnet B 4